# Tears for Fears
Tears For Fears (abreujat TFF) és un grup britànic que va formar part de la new wave. Es va fundar el 1981 per Roland Orzabal (1961) i Curt Smith (1961) a la ciutat de Bath a Anglaterra. Enmig de l'eclosió de grups en coordenades estilístiques similars, com Duran Duran, Spandau Ballet o Supertramp, Tears for Fears es van caracteritzar per carregar els seus temes de connotacions polítiques i psicològiques.

## Biografia
En un principi era un duet, els dos membres es van conèixer quan eren joves desgraciats als tretze anys: a mitjan anys 1970 van crear diferents grups efímers fins que van crear Graduate el 1977. El 1980 van publicar un primer àlbum Acting my Age. Es van trobar amb Peter Gabriel –igualment originari de Bath– que els va patrocinar.
Ràpidament van incorporar altres músics com Ian Stanley i Manny Elias. Amb tot, la consideració de duo continuava, ja que la part creativa estava a mans de Orzabal i Smith. A poc a poc Stanley va multiplicar les activitats paral·leles a TFF, cosa que el va fer deixar el grup per esdevenir productor de bandes i artistes com Lloyd Cole and the Commotions, Tori Amos, The Human League, A-ha i The Pretenders.
Roland Orzabal, el veritable líder del grup, va donar el nom a la formació com un eco de la psicoteràpia desenvolupada per Arthur Janov i la teoria de la «crida primària». Aquesta teràpia (de la qual John Lennon n'era un altre adepte) tenia com a objectius trobar els problemes psicològics del pacient i alliberar-lo mentre es buscava la font de la malaltia, que pot representar-se simbòlicament en reproduir el crit de naixement. El nom del grup resumeix aquest programa: cal plorar (tears) obertament, per vèncer les pors (fears) de l'infància. Orzabal i Smith van créixer en famílies monoparentals, amb unes mares que havien de portar tot el pes de la llar.

### Debut prometedor
Després que els primers senzills, «Suffer the children» i «Pale shelter (You don't give me love», passessin desaparcebuts per al gran públic, Tears For Fears va tenir al Regne Unit un enorme èxit amb la cançó «Mad World» a final de 1982. La màquina s'havia llançat i ja res no l'aturaria.
El 25 de març de 1983, va aparèixer el primer àlbum, titulat The Hurting («la sofrença»), produït per Chris Hughes (exbateria d'Adam and the Ants) i Ross Cullum. En aquest àlbum predominen els sintetitzadors i les caixes de ritmes, però hi són presents també els instruments clàssics com la guitarra, la bateria, el piano i també el saxòfon. Les cançons van ser compostes per Orzabal, que hi evoca els patiments de la infantesa, la recerca de la personalitat i el desig de canvi, sobre les teories d'Arthur Janov. Fou un èxit total al Regne Unit, va arribar al número 1 i durant un any i mig va estar a les llistes de vendes. A la resta del món també l'èxit va seguir, sobretot gràcies a títols com «Change» i una nova versió de «Pale Shelter», que es van aprofitar de videoclips ben arrodonits amb una atmosfera estranya.

### La consagració
Després d'aquests inicis tan prometedors, el grup no va treure cap nova cançó fins a final de 1984, amb el títol «Shout», un dels èxits més importants dels anys 1980. Aquesta peça composta per Orzabal ajudat per Stanley ràpidament va arribar al capdamunt de les llistes internacionals arreu al món.
El febrer de 1985 es va editar el segon àlbum Songs from the Big Chair, produït per Chris Hughes i David Bascombe. De nou, va tenir molt d'èxit i va arribar al número 1 de les llistes internacionals. El títol d'aquest àlbum s'inspira en una sèrie americana emesa durant els anys 1970 titulada Sybil i que tenia per tema el recorregut d'una dona amb diferents personalitats, que cercava seguretat a l big chair (divan, un dels símbols típics de la psicoanàlisi) del seu psicoanalista. El grup continua amb l'estil de pop electrònic l'àlbum anterior. Hi predominen els sintetitzadors com el Yamaha DX7 i el sampler Fairlight CMI hi, però també amb més guitarres.
L'èxit es va reforçar amb l'aparició al març de 1985 d'un altre senzill i una nova gira mundial, el tema més pop Everybody Wants to Rule the World. Ràpidament va esdevenir número 1 i un exemple de la new wave d'estil Duran Duran, amb bones vendes als Estats Units, on la cadena MTV el va emetre sovint. Per altra banda, Songs from the Big Chair fou un dels primers àlbums en format Compact Disc. El 1985 tercer senzill «Everybody wants to run the world» (Tothom vol governar el món) va conquerir el món. Smith en qualificava el títol com «una mica pervers», amb el qual volia retre comptes amb la premsa musical britànica que «s'havia rifat de nosaltres durant molt de temps». La cançó va esdevenir un clàssic i mai no va caure en oblit: va servir a la banda sonora de moltes pel·lícules i sèries. El març 2021 va recobrar un número ú a Billboard, després de tenir un paper prominent a la pel·lícula Land (2021) de la directora Robin Wright.
El 1986, Tears for Fears va formar part de l'associació Sport Aid, derivada del Live Aid, amb una versió d'«Everybody wants to run the world». Després d'aquests èxits, Manny Elias va deixar el grup per fer-se un músic d'estudi molt cotitzat.

### Canvis de Cap
Va caldre esperar fins al 1989 per tenir un nou àlbum de TFF: The Seeds of Love, àlbum que va comptar amb un nou productor: David Bascombe, un dels millors discs d'aquest any del qual la cançó «Sowing the Seeds of Love» es pot considerar com un clàssic. El so d'aquest nou disc s'allunya lleugerament de l'electropop dels dos primers àlbums i explora ambients propers al jazz, sobretot amb els títols «Woman in chains» –un duet amb Oleta Adams, una cantant nord-americana, a qui Orzabal li va produir el primer disc en solitari– o «Badman's song». Més músics de renom participen en The Seeds of Love, com Phil Collins i Manu Katché a la bateria, Pino Palladino al baix i també per últim cop Ian Stanley. L'àlbum vingué precedit pel single «Sowing the Seeds of Love», amb influències evidents dels Beatles, que va ser l'últim gran èxit del grup. Els senzills següents, tot i que també tingueren èxit, no van arribar als nivells dels dos primers.
Fou el moment que van aparèixer les primeres tensions greus entre Orzabal i Smith. Aquest últim va deixar el grup el 1991 i va començar una carrera en solitari a Califòrnia, que no va tenir massa èxit. Després de l'edició del single Laid so low (Tears roll down) i la recopilació Tears roll down: Greatest hits 82-92, Orzabal va continuar en solitari tot utilitzant el nom del grup. Va editar dos àlbums, Elemental i Raoul And The Kings Of Spain, i una recopilació. El 2004, per sorpresa, es van tornar a unir amb un àlbum anomenat Everybody Loves a Happy Ending, continuació musical de The Seeds of Love de 1989 amb un so «més de guitarres i orquestra». Van continuar la mateixa temàtica, perquè el món no ha canviat tant, va dir Curt Smith: «De fet, Donald Trump encarna el mateix que Margaret Thatcher en aquesta època». L'èxit va continuar i segons l'emissora alemanya WDR: «Avui [2019] el grup Tears For Fears és una valor estable, fent gires exhaurides i a grans festivals com el danès a Roskilde i fins i tot són celebrats pel gran visir del hip-hop Kanye West».

## Membres inicials
- Roland Orzabal: veu, composició, guitarra, teclats
- Curt Smith: veu, composició, baix, teclats (de 1981 a 1991 i des de 2004)
- Ian Stanley: composició, teclats(de 1982 a 1989)
- Manny Elias: composició, bateria (de 1982 a 1986)

## Discografia

### Àlbums
- The Hurting (25 març 1983)
- Songs from the Big Chair (17 febrer 1985)
- The Seeds of Love (27 setembre 1989)
- Elemental (2 juny 1993)
- Raoul And The Kings Of Spain (16 octubre 1995)
- Everybody Loves a Happy Ending (14 setembre 2004 als Estats Units, 7 mars 2005 a Europa)
- The Tipping Point (2022)
- Songs for a Nervous Planet (2024)

### Compilacions
- Tears Roll Down (Greatest Hits 82-92) (1992)

- Saturnine Martial & Lunatic (1 agost 1996)

- Shout: The Very Best Of Tears For Fears (25 setembre 2001)

### Albums solo
- Soul On Board (Curt Smith; 1993)
- Mayfield (Mayfield - Curt Smith; 1997)
- Aeroplane (Curt Smith; 2000)
- Tomcats Screaming Outside (Roland Orzabal; 2001)
- Halfway Pleased (Curt Smith; 2007)